# Natriumpermanganat

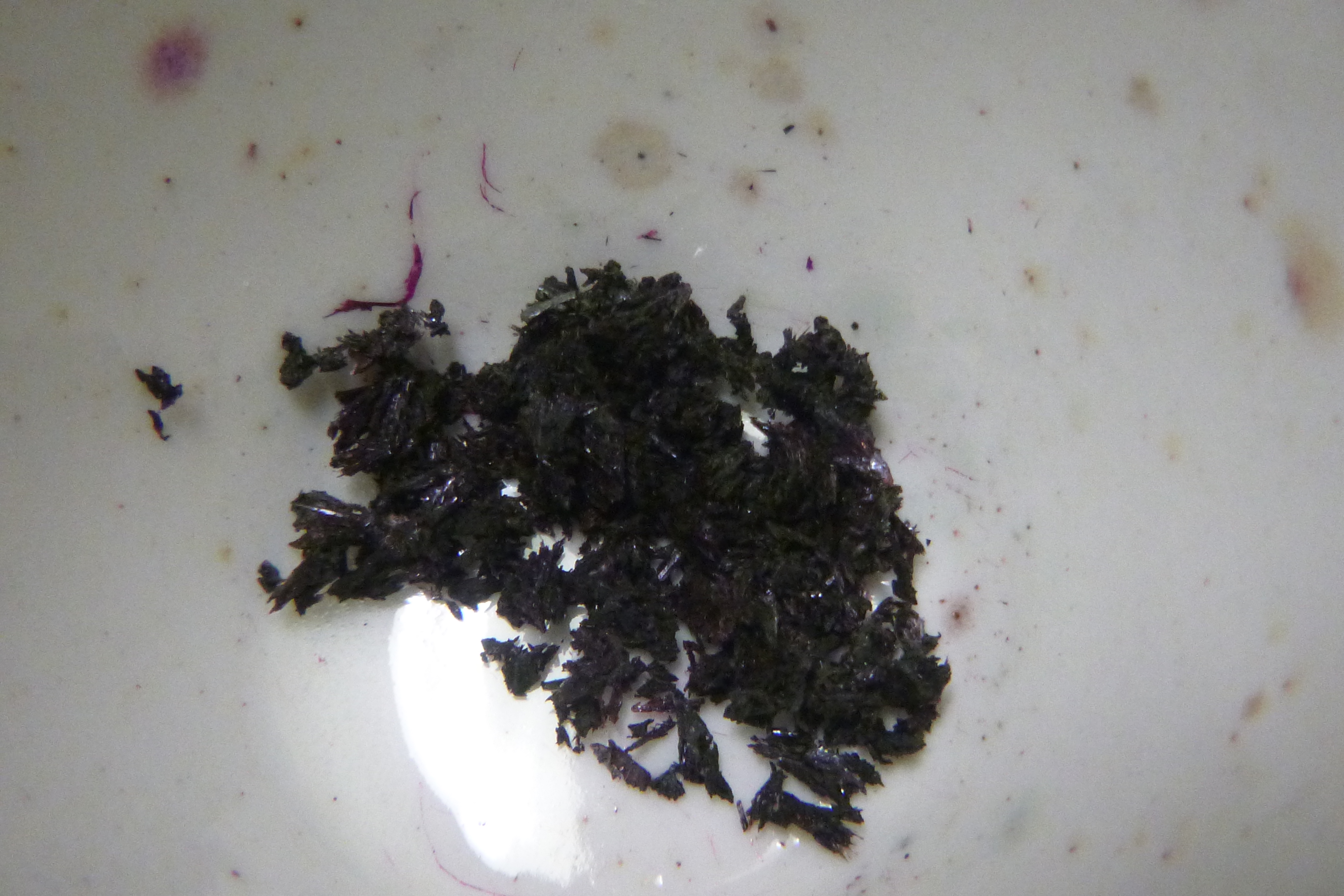

Natriumpermanganat, NaMnO4, är ett salt som är mycket likt kaliumpermanganat.
Det kan tillverkas genom att tillsätta mangandioxid (MnO2) till smält natriumhydroxid (NaOH) och tillsätta något oxiderande natriumsalt som till exempel natriumnitrat (NaNO3) och sedan bubbla koldioxid genom en vattenlösning av det kvarvarande grönblåa saltet.